# Armancourt (Oise)
Armancourt – miejscowość i gmina we Francji, w regionie Hauts-de-France, w departamencie Oise.
Według danych na rok 1990 gminę zamieszkiwało 501 osób, a gęstość zaludnienia wynosiła 247 osób/km² (wśród 2293 gmin Pikardii Armancourt plasuje się na 536. miejscu pod względem liczby ludności, natomiast pod względem powierzchni na miejscu 1121.).